# Céline Charlès
Céline Charlès est une autrice, dessinatrice française, née le 11 juillet 1980 à Rouen.

## Biographie
Après un bac L, option Arts Plastiques, Céline Charlès, étudie à l'Institut d'études politiques de Toulouse (promotion 2003) et termine ses études avec un master en Affaires Internationales et Négociation Interculturelle à l'université de Paris X Nanterre. 
Elle commence sa carrière professionnelle dans l'organisation de salons professionnels à Paris où elle gère la partie communication et marketing. En 2011, elle crée son blog intitulé Kopines où elle dessine des petites anecdotes du quotidien. Enceinte de son premier enfant en 2012, elle se concentre sur le thème de la grossesse. C'est à ce moment, que ces illustrations font le tour des réseaux sociaux. En 2015, elle publie un album numérique intitulé Que du bonheur ou presque ! qui rassemble ses dessins les plus populaires.
Le 2 février 2017, sa première bande dessinée Que du Bonheur ou Presque ! Ma vie de maman débutante est publiée chez Bamboo Edition. On y retrouve des dessins de son blog ainsi que des planches inédites.
En mai 2018, elle publie la suite de ses aventures, toujours chez Bamboo avec le tome 2 Que du bonheur ou presque ! Trois fois plus de bonheur et de fatigue !

## Publications

### Autrice de bandes dessinées
- Que du bonheur ou presque, Ma vie de maman débutante, (scénario, dessin, couleurs), Bamboo édition, 2 février 2017  (ISBN 978-2-8189-4091-4)
- Que du bonheur ou presque, trois plus de bonheur et de fatigue, (scénario, dessin, couleurs), Bamboo Edition, mai 2018  (ISBN 978-2-8189-4495-0)
- Viens, on change de vie, (scénario, dessin, couleurs), Nov 2023  (ISBN 978-2-9590938-0-7)